# Тайбуа
Тайбуа́ (фр. Taillebois) — колишній муніципалітет у Франції, у регіоні Нормандія, департамент Орн. Населення — 131 осіб (2011).
Муніципалітет був розташований на відстані близько 210 км на захід від Парижа, 45 км на південь від Кана, 60 км на північний захід від Алансона.

## Історія
До 2015 року муніципалітет перебував у складі регіону Нижня Нормандія. Від 1 січня 2016 року належав до нового об'єднаного регіону Нормандія.
1 січня 2016 року Тайбуа, Аті-де-л'Орн, Бреель, Ла-Карней, Нотр-Дам-дю-Роше, Ронфежре, Сегрі-Фонтен i Ле-Турай було об'єднано в новий муніципалітет Аті-Валь-де-Рувр.

## Демографія
Динаміка населення (Insee ):
Розподіл населення за віком та статтю (2006):
| Стать | Всього | До 15 років | 15-24 | 25-44 | 45-64 | 65-85 | Понад 85 |
| --- | ------ | ----------- | ----- | ----- | ----- | ----- | -------- |
| Чоловіки | 104    | 24          | 20    | 24    | 28    | 8     | 0        |
| Жінки | 56     | 8           | 0     | 16    | 28    | 4     | 0        |
| \| Статево-вікова піраміда \| Статево-вікова піраміда \| Статево-вікова піраміда \| \| ----------------------- \| ----------------------- \| ----------------------- \| \| Чоловіки \| Вік \| Жінки \| \| 0 \| 85 + \| 0 \| \| 0 \| 80-84 \| 0 \| \| 0 \| 75-79 \| 0 \| \| 4 \| 70-74 \| 0 \| \| 4 \| 65-69 \| 4 \| \| 0 \| 60-64 \| 8 \| \| 4 \| 55-59 \| 0 \| \| 12 \| 50-54 \| 4 \| \| 12 \| 45-49 \| 16 \| \| 0 \| 40-44 \| 4 \| \| 8 \| 35-39 \| 4 \| \| 0 \| 30-34 \| 4 \| \| 16 \| 25-29 \| 4 \| \| 8 \| 20-24 \| 0 \| \| 12 \| 15-20 \| 0 \| \| 8 \| 10-14 \| 0 \| \| 8 \| 5-9 \| 4 \| \| 8 \| 0-4 \| 4 \| |        |             |       |       |       |       |          |
| Статево-вікова піраміда |        |             |       |       |       |       |          |
| Чоловіки | Вік    | Жінки       |       |       |       |       |          |
| 0 | 85 +   | 0           |       |       |       |       |          |
| 0 | 80-84  | 0           |       |       |       |       |          |
| 0 | 75-79  | 0           |       |       |       |       |          |
| 4 | 70-74  | 0           |       |       |       |       |          |
| 4 | 65-69  | 4           |       |       |       |       |          |
| 0 | 60-64  | 8           |       |       |       |       |          |
| 4 | 55-59  | 0           |       |       |       |       |          |
| 12 | 50-54  | 4           |       |       |       |       |          |
| 12 | 45-49  | 16          |       |       |       |       |          |
| 0 | 40-44  | 4           |       |       |       |       |          |
| 8 | 35-39  | 4           |       |       |       |       |          |
| 0 | 30-34  | 4           |       |       |       |       |          |
| 16 | 25-29  | 4           |       |       |       |       |          |
| 8 | 20-24  | 0           |       |       |       |       |          |
| 12 | 15-20  | 0           |       |       |       |       |          |
| 8 | 10-14  | 0           |       |       |       |       |          |
| 8 | 5-9    | 4           |       |       |       |       |          |
| 8 | 0-4    | 4           |       |       |       |       |          |

## Економіка
2010 року серед 87 осіб працездатного віку (15—64 років) 65 були активними, 22 — неактивними (показник активності 74,7%, у 1999 році було 70,8%). З 65 активних мешканців працювали 62 особи (33 чоловіки та 29 жінок), безробітними було 3 (2 чоловіки та 1 жінка). Серед 22 неактивних 2 особи були учнями чи студентами, 16 — пенсіонерами, 4 були неактивними з інших причин.

У 2010 році в муніципалітеті числилось 61 оподатковане домогосподарство, у яких проживали 139,5 особи, медіана доходів виносила 17 152 євро на одного особоспоживача